# Cerro Gordo (Lara)
Pour les articles homonymes, voir Cerro Gordo.
Le cerro Gordo est un sommet montagneux situé dans le secteur de La Maraca, dans la municipalité de Morán, à l'extrême sud de l'État de Lara, près de Tocuyito, au Venezuela. Avec une altitude d'environ 2 480 mètres, le cerro Gordo est la plus haute montagne du Lara.

## Géographie
Le cerro Gordo est situé dans une zone montagneuse généralement pluvieuse et influencée par un climat tropical de haute altitude comparable au climat subtropical appelée forêt pluviale prémontagnarde. Cela permet une plus grande variation climatique, avec plus d'amplitudes de température, d'altitude et de diversification des espèces.
Il est courant de trouver une couverture nuageuse au niveau du sommet, qui contient de l'eau principalement grâce à l'humidité provenant des basses terres pluvieuses. Ses piémonts correspondent à une altitude comprise entre 1 000 et 1 900 mètres. Leur végétation est formée de forêts modérément humides qui sont généralement très perturbées par l'activité agricole.

## Géologie
Le cerro Gordo est situé au cœur de la formation de Humocaro, le long de la rive gauche du ruisseau Porra. Sa géologie consiste essentiellement en des schistes sombres intercalés avec des grès calcaires gris foncé et des calcaires coquilliers.
Bien que des foraminifères aient été découverts dans les sédiments, y compris des genres de la superfamille Nummulitidae, aucun fossile n'a été signalé sur ou autour du cerro Gordo.